# Ngatea
Ngatea ist ein kleiner Ort im Hauraki District der Region Waikato auf der Nordinsel von Neuseeland.

## Namensherkunft
Ngatea bedeutet in der Sprache der Māori so viel wie „bewegt“. Ursprünglicher Name des Ortes war „Orchard“.

## Geographie
Der Ort befindet sich rund 15 km südsüdwestlich von Thames inmitten der Hauraki Plains. Der Piako River, der östlich des Ortes gemächlich nach Norden zieht, mündet nach rund 9 km in die Bucht des Firth of Thames. Der New Zealand State Highway 2 führt direkt durch den Ort und verbindet ihn mit dem rund 19 km südöstlich liegenden Pearoa.

## Geschichte
Ursprünglich waren die Hauraki Plains ein Sumpfgebiet und ein beliebter Standort für den Neuseeländer Flachs. Nachdem das flache Land nach und nach über Entwässerungskanäle trockengelegt worden war, nutzte man das Land für die Viehwirtschaft und später für die Milchproduktion.

## Bevölkerung
Zum Zensus des Jahres 2013 zählte der Ort 1245 Einwohner, 6,7 % mehr als zur Volkszählung im Jahr 2006.

## Wirtschaft
Ngatea ist ein kleines Dienstleistungszentrum der landwirtschaftlich geprägten Ebene der Hauraki Plains. Besonders die Milchwirtschaft ist für die Gegend von Bedeutung.

## Naturschutz
Knapp 8 km südlich von Ngatea befindet sich das 10,201 Hektar große Kopuatai Peat Dome, ein Frischwasserfeuchtgebiet und das größte noch erhaltene und unveränderte Torfmoor Neuseelands. In ihm leben rund 45 verschiedene Vogelarten. Es wurde am 4. Dezember 1989 mit der Registriernummer 444 unter der Ramsar-Konvention unter Schutz gestellt.

## Sehenswürdigkeiten
In Ngatea befindet sich der Ngatea Water Gardens, ein rund 5 Acre großer Garten mit unterschiedlichen Wasserflächen und dem Ngatea Water Gardens Waterfall. Wasserpflanzen, Fische und Vögel werden in dem Garten zum Verkauf angeboten. Des Weiteren bietet die Anlage ein kleines Can Museum mit über 11.000 verschiedenen Aluminiumdosen, in denen Bier, Softdrinks und anderes sich befunden hat.